# Interstate 55 no Tennessee
Interstate 55 é uma rodovia no estado do Tennessee fica inteiramente dentro da cidade de Memphis, localizado no Condado de Shelby. A rodovia entra na cidade de Southaven, no município de Desoto, Mississippi e passa pela área de Whitehaven da cidade, contornando o aeroporto internacional de Memphis a oeste.

## História
A I-55 entra Tennessee e Mississippi concorrente com a I-69. I-55/I-69 ao norte antes de virar para o noroeste. Então, I-55 tem um intercâmbio com a Interstate 240, onde I-69 termina a sua concorrência com I-55 e começa com a I-240. I-55 então gira para o oeste por um breve período antes de voltar para o norte novamente. Pouco antes de chegar ao centro da cidade, a estrada gira para o oeste novamente na E.H. Crump Boulevard e cruza o rio Mississippi através da Ponte Memphis-Arkansas em West Memphis, em Crittenden County, Arkansas.
I-55 fornece uma rota alternativa para motoristas que não querem levar Interstates 240 e 40 através do centro para atravessar o rio Mississippi.